# Жиронепроникний папір

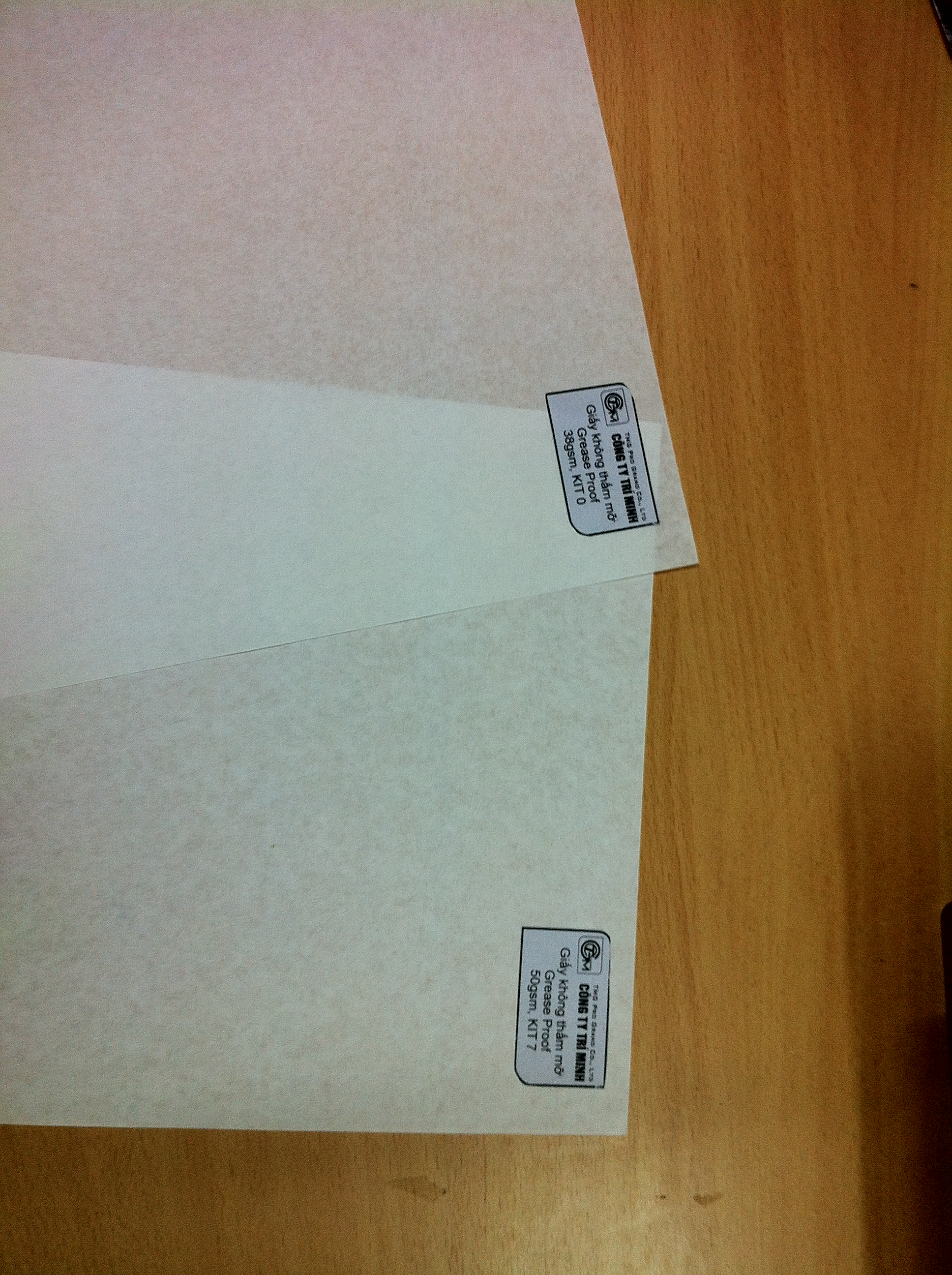
Листи жиронепроникного паперу

Жиронепроникни́й папір — папір, непроникний для олії або жиру. Зазвичай, використовується для приготування їжі або упаковки харчових продуктів. 
Зазвичай жиронепроникний папір виготовляють шляхом рафінування паперової маси і, таким чином, створення аркуша з дуже низькою пористістю. Цей лист пропускають між валиками з жорстким притиском (суперкаландруванням) для подальшого збільшення щільності, створюючи папір — пергамін. Пергамін обробляють крохмалями, альгінатами або карбоксиметилцелюлозою (КМЦ) у клеїльному пресі для заповнення пор або хімічно обробляють папір, аби зробити його жировідштовхувальним. Грамаж жиронепроникного паперу зазвичай у межах 30-50 г/м2.